# Juli Paya Ru
Juli Paya Ru is een bestuurslaag in het regentschap Bireuen van de provincie Atjeh, Indonesië. Juli Paya Ru telt 463 inwoners (volkstelling 2010).